# هاینریش اوکیوی
هاینریش اوکیوی (استونیایی: Heinrich Uukkivi; ۱۰ مهٔ ۱۹۱۲ – ۱۲ آوریل ۱۹۴۳) بازیکن فوتبال اهل استونی بود.
وی همچنین در تیم ملی فوتبال استونی بازی کرده‌است.